# Tuyuca
|  | Per a altres significats, vegeu «tuyuques». |

El tuyuca (també dochkafuara, tejuca, tuyuka, dojkapuara, doxká-poárá, doka-poara, o tuiuca) és una llengua de la branca oriental de les llengües tucanes (semblant al dahseyé). El tuyuca és parlat pels tuyuques, un grup ètnic indígena d'unes 500-1000 persones, que habiten la divisòria d’aigües dels rius Papuri, Inambú i Tiquié, al Departament de Vaupés, Colòmbia i a l'estat de l'Amazones (Brasil).

## Gramàtica
Tuyuca és una llengua postposicional aglutinant subjecte-objecte-verb amb obligatori tipus II d'evidencialitat. S'utilitzen cinc paradigmes d'evidencialitat: visuals, no visuals, aparents, de segona mà i assumits, però l'evidencialitat de segona mà només existeix en el passat temps i evidència aparent no es produeixen en temps present en primera persona. S’estima que la llengua té de 50 a 140 classes nominals. L'evidencialitat i la gran quantitat de categories nominals van fer que el diari estatunidenc The Economist la considerés com l'idioma "més difícil del món".

## Fonologia
Les consonants del tuyuca són /p t k b d ɡ s r w j h/, i les vocals són /i ɨ u e a o/, on també es produeixen la nasalització de les síl·labes i accent tonal.

### Vocals
|       | Frontal | Central | Posterior |
| ----- | ------- | ------- | --------- |
| Alta  | i       | ɨ       | u         |
| Baixa | e       | a       | o         |

### Consonants
|           |          | Labial | Coronal   | Palatal    | Velar |
| --------- | -------- | ------ | --------- | ---------- | ----- |
| Obstruent | sorda    | p      | t         | s          | k     |
| Obstruent | sonora   | b ~ m  | d ~ n     | dʒ ~ j ~ ɲ | ɡ ~ ŋ |
| Sonorant  | Sonorant | w ~ w̃  | ɺ ~ r ~ r̃ | dʒ ~ j ~ ɲ | h ~ h̃ |